# 都心の荒廃

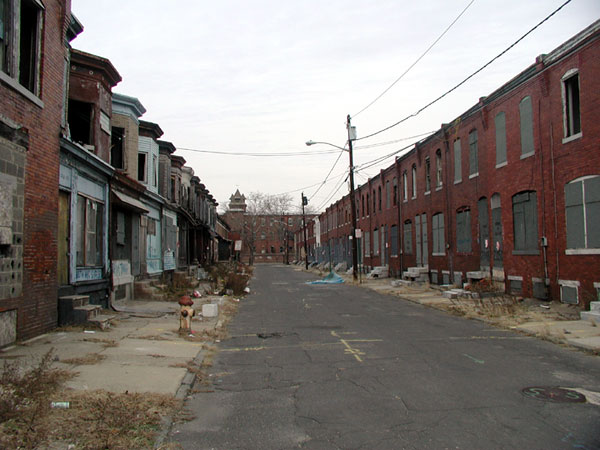
ニュージャージー州カムデンのスラム

都心の荒廃（としんのこうはい、英：urban decay）とは、都心全体、または一部が荒廃した状況に陥ることである。

## 概説
特徴としては、人口減少、建築物の廃屋化、高い失業率、家庭崩壊、選挙権剥奪、犯罪、荒廃し殺伐とした雰囲気などが挙げられる。都心の荒廃は、1970年代 - 1980年代にかけての西側社会、特に北アメリカや欧州の一部に多く見られた現象である。この時期、世界的な規模で経済、輸送、政策において大きな変化が起こり、そのことが都心部の衰退につながっていった。
通常、都市が発展していく場合、都市の中心部に人が集まり、その地価が上昇する。そして、そのようにして形成されていく大都市圏の周辺に貧民街（スラム）が形成されていく傾向が強い。しかし都心の荒廃は、その流れに逆行する。北アメリカの都市では、｢ホワイト・フライト（white flight）｣と呼ばれる黒人との混住を嫌う白人たちの転居などが起こり、都市郊外地域や準郊外（exburb）地域への人口流出が生ずる。これが結果として、都心部における住居の不法占有につながっていく。
都心の荒廃に関しては、何か1つの大きな原因（主要産業の衰退など）がきっかけとなるばかりではなく、政府の都市計画案、高速道路の整備、都市周辺地域の郊外住宅地化、金融業界のレッドライニング、移民の入国制限、人種差別など、様々な要因が絡み合って持ち上がってきた問題である。

## 背景

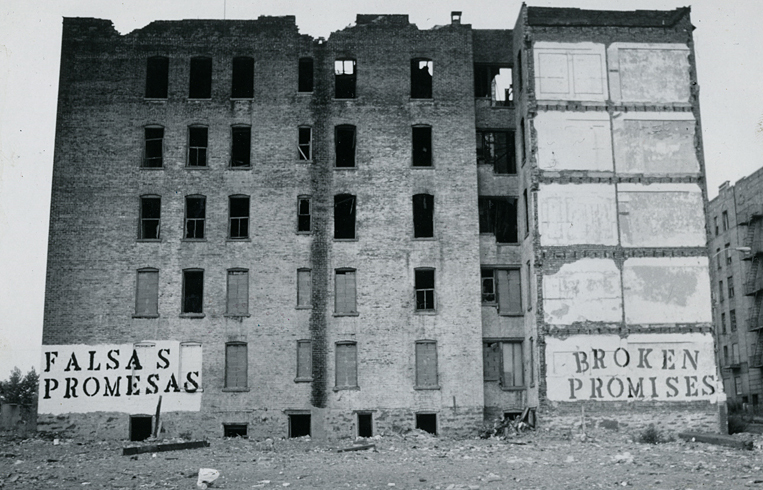
ニューヨークのサウス・ブロンクス、1980年

産業革命時、人々が製造業の分野に職を求め、地方から都市部へと流入してきた。産業の大規模製造化は、都市部の人口爆発を引き起こして行った。この産業界の大きな変化に加え、都市計画が19世紀の終わりから20世紀のはじめにかけての大きな変化に追いつけなかったことで、都市部におけるインフラストラクチャー整備は、明らかに不十分な水準で推移し、貧相で不健全な都市環境が形作られていく。輸送（特に自家用車の普及）や通信面での変化によって、都市部に備わっていた利点が失われていく。
第二次世界大戦が終戦を迎えると、郊外の発展を目指す政策が投じられ、それが都市周辺地域の郊外住宅地化を引き起こしていく。このような政策を通じて、都心部から離れた郊外地域のインフラストラクチャー整備の予算が組まれていく。アメリカでは｢ホワイト・フライト｣が起こったように、人種差別もまた、多くの人々が都心を捨て郊外へ移ることでスプロール現象を引き起こしていった要因である。戦後の西洋経済は、工業製品を海外から調達するようになっていき、製造業からサービス業へと産業の中心が切り替わっていく。製造業とは異なりサービス業は一極集中を必要としないので、都心部の縮小が続いていく。都市周辺地域の郊外住宅地化が進めば、交通手段の整備が進むために、都心部に務める人々も仕事を続けたままで、郊外の大きな家に住むことができるようになった。
アメリカでは、特定警戒地区指定化といった米国連邦住宅庁（FHA）による差別的な住宅ローン政策を実施していくことで、合衆国政府は都市周辺地域の郊外住宅地化を推し進めていった。後に、アイゼンハワー大統領の下で、州間高速道路の建設が行われていくと、さらに都市の空洞化が進んでいく。北アメリカでは、このような傾向は、郊外型大型ショッピングセンター、雇用サービスセンター、低密度の住宅環境などに特徴付けられる。アメリカ北部の都心部では、軒並み、人口減少や貧困化が生じてきた。都心の地価が下落し、経済的に恵まれない人々が流入してくる。都心に流入してきた貧困層は、1920年代～1930年代にかけて南部から移り住んできたアフリカ系アメリカ人である。伝統的にヨーロッパ系白人たちの集住地となってきた地区にアフリカ系アメリカ人たちが流入してきたことで、人種間のいさかいが高まり郊外への転出が加速していった。東ヨーロッパでは状況が少し違っており、18世紀～19世紀にかけて都心部から郊外へと人々が移っていったのは、政策によって都心に形成されていたスラムのクリアランスを行うためであった。ヨーロッパ大陸やオセアニア大陸では、大都市の歴史的中心地区は、比較的裕福な状態を保っている。

## 衰退現象の事例
アメリカ合衆国デトロイトの場合、自動車製造業はこの都市の成功の基盤であり、地域住民の大部分を雇用してきた。よって、その工場の移転が始まると、人口は減少を見せ始めた。特に1967年の暴動以降、その傾向が強まった。1950年、統計によれば、同市の人口は約185万人であったが、2003年までに約91万人にまで減少してしまった。
サンフランシスコの場合、IT企業の集積地となったが、IT企業はオフィスを必要としない傾向が強いため空洞化が進み、治安が悪化した。また生活費も非常に高いことから大卒者の流出も増えている。
イギリスでも、1970年 - 1980年代 にかけて、都心部の著しい衰退現象が起こっている。スコットランドのグラスゴー、サウス・ウェールズ・バリーズの町、マンチェスター、リバプール、ニューキャッスル、ロンドン東部などのイングランドの主要な都市などでは人口が減少し、19世紀に建築された商店の崩壊などが進んだ。
フランスの大きな都市は、衰退した地域に囲まれていることが多い。都心部は中流階級や上流階級によって占められているが、その郊外を中層、高層の公営住宅が取り囲んでいる。そのような地区（バンリュー）の貧困化や犯罪の増加によって、より裕福な住民たちが都心部あるいはほぼ田舎の地域に流出していくことで、郊外全体が衰退現象を見せることになる。2005年11月はじめ、パリの北側に位置する郊外地域において、公営住宅の標準以下の生活を1つの原因とする暴動が勃発した。

## 改善策

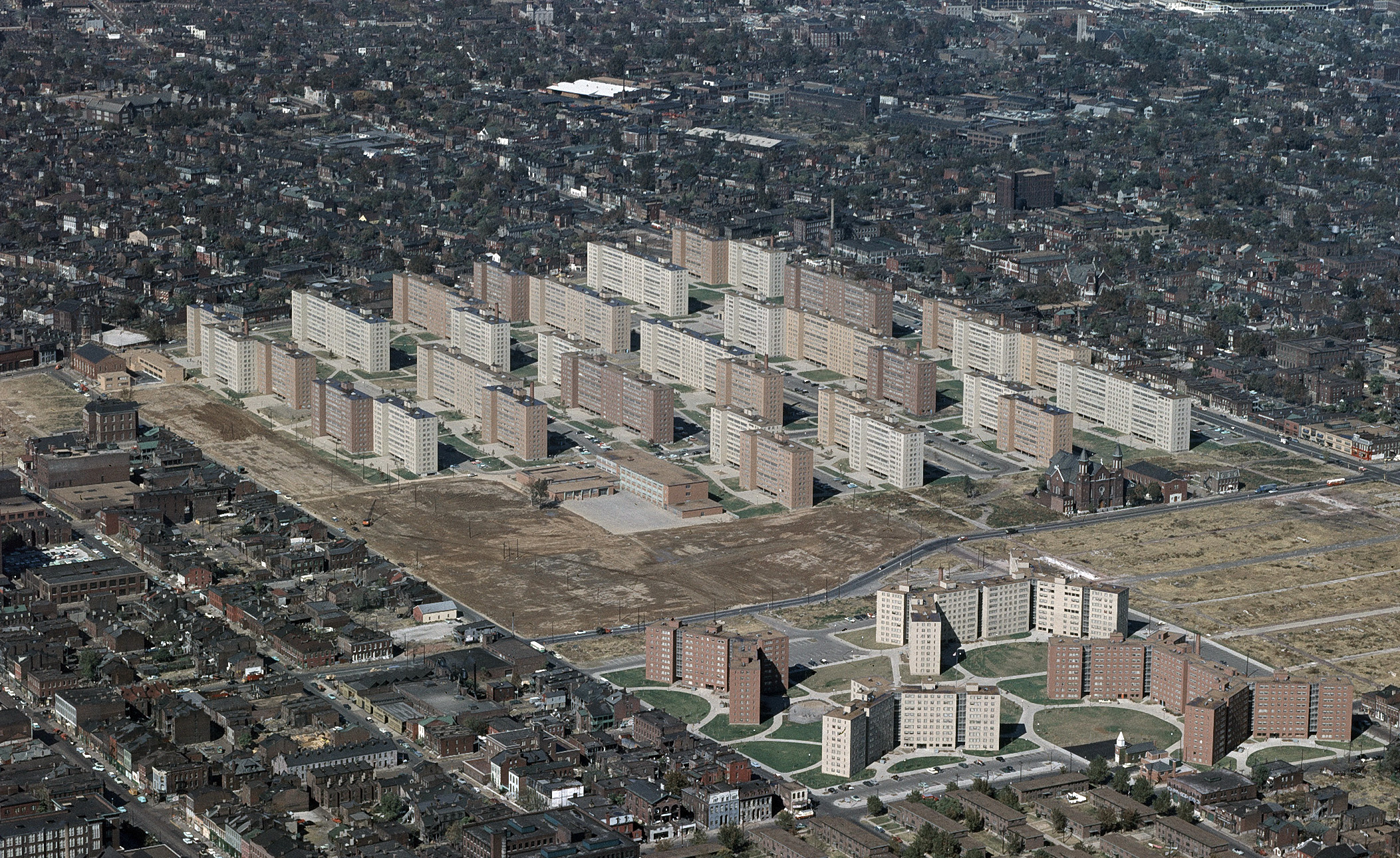
ミズーリ州セントルイスにあったプルーイット・アイゴー団地。スラム一掃により高層団地が誕生したが、再びスラム化してしまった失敗例

都心の荒廃に対して、新都市計画（ニューアーバニズム、New Urbanism）の原理や（イギリスや他のヨーロッパ諸国では）都市復興（アーバンルネサンス、Urban Renaissance）の原理に基づき、積極的な公的介入や政策が投じられている。またインナーシティに富裕層などが流入するジェントリフィケーション（高級住宅地化）の重要性を過小評価してはならず、実際、それは「自然な」改善に向けた主要な手立てとなっている。
アメリカでは、まず「都市再生」や貧困層向け大規模公営住宅建設などの方策が採られた。都市再生は都心部の地区全体を破壊し、都市を再生するというよりは、都市を衰退させてしまった。公営住宅はその周辺で犯罪が横行するという負の一面も備えていた。現在、これらの政策は、誤りであったと考える人々が多い。ただし、これらの政策が複数の理由で失策であったにもかかわらず、都市の中には立ち直ってきている場所も存在している。
ヨーロッパの都市は、新都市計画に先駆けて、今まで培われて発展の歴史に基づき、再生が進んでいる。また現状では荒廃していても、ヨーロッパの殆どの都市には、再開発に適した歴史的地区や建造物（文化遺産）が存在している。郊外の再開発は、1960年代や1970年代に建てられた公営住宅を、様々な建築様式、住居規模、家賃、保有方式を組み合わせた伝統的なヨーロッパ都市様式の建物に建て替えるという思い切った方法が採られている。このやり方で最も上手くいった例としては、マンチェスターのヒュームが挙げられる。ヒュームでは、1950年代に19世紀の建物を取り壊し高層住宅群が建築されていたが、1990年代に入り荒廃した高層住宅を一掃し、新都市計画の方式で新たに低層住宅を建設する再開発が行われた。この地域は、都市復興の優れた事例の1つである。